# Bahnhof Altona Shopping
Bahnhof Altona Shopping is een overdekt winkelcentrum in het stadsdeel Altona in Hamburg. Het winkelcentrum grenst direct aan het spoorwegstation Hamburg-Altona.

## Ligging
Het winkelcentrum is gelegen in het stadsdeel Altona in Hamburg. Aan de zuidzijde en de oostzijde grenst het aan de Paul-Nevemanm-Platz. Aan de westzijde grenst het aan de bebouwing van het stationsgebouw en aan de noordzijde aan het perrongedeelte van het spoorwegstation. Het complex is goed bereikbaar omdat het station een knooppunt is van treinen, buslijnen en de S-Bahn.

## Geschiedenis
In verband met de bouw van het westelijke tunneldeel van de City S-Bahn richting het centraal station werd onder het westelijke deel van het bestaande stationsgebouw en het stationsplein een viersporig tunnelgebouw gebouwd. Het oude stationsgebouw kon de trillingen tijdens de bouw niet weerstaan en daarom werd het in 1974, ondanks grote publieke tegenstand, samen met de stationshallen gesloopt. Het grootste deel van het DM 60 miljoen kostende project werd gefinancierd door warenhuisketen Kaufhof, die ook de nieuwbouw op zich nam. De oorspronkelijke opening van het complex stond gepland voor Pasen 1977, maar uiteindelijk werd het pas in 1979 geopend.
Het bestaande station werd vervangen door een gebouw van twee verdiepingen van grijze prefab betonelementen met direct daarnaast het vier verdiepingen hoge warenhuisfiliaal van Kaufhof. Eind 2000 sloot het warenhuis en werd het complex tot het voorjaar van 2006 ingrijpend verbouwd en als winkelcentrum geopend.

## Gebruik
Nadat het voormalige warenhuis was omgebouwd tot winkelcentrum werden de eerste en tweede verdieping van de voormalige Kaufhof ingenomen door MediaMarkt. In de kelder bevindt zich een Lidl- filiaal en winkels voor reisbenodigdheden, gebak en afhaalsnacks. Op de begane grond bevindt zich het info- en ticketshop van Deutsche Bahn, een autoverhuurbedrijf, een Rossmann-filiaal en andere winkels, evenals een aantal restaurants.

## Eigendom en beheer
Sinds 2003 was het gebouw in handen van Pirelli RE en DGAG Deutsche Grund Vormögens. In 2007 werd het complex verkocht aan de Ierse investeringsgroep CMC Capital voor een bedrag van € 67 miljoen. In 2013 verwierf de Britse investeringsmaatschappij Reit RDI (voorheen Redefine) het stationsgebouw voor € 72,5 miljoen van CMC Capital. In september 2019 bereikte Reit RDI een overeenkomst met Volksbank Braunschweig-Wolfsburg (Brawo) om het pand te verkopen voor 91 miljoen euro. In november 2019 maakte de stad Hamburg bekend gebruik te gaan maken van haar voorkooprecht.